# Raspailia rectangula
Raspailia rectangula är en svampdjursart som först beskrevs av James Scott Bowerbank 1874.  Raspailia rectangula ingår i släktet Raspailia och familjen Raspailiidae. Inga underarter finns listade i Catalogue of Life.